# 미얀마의 행정 구역

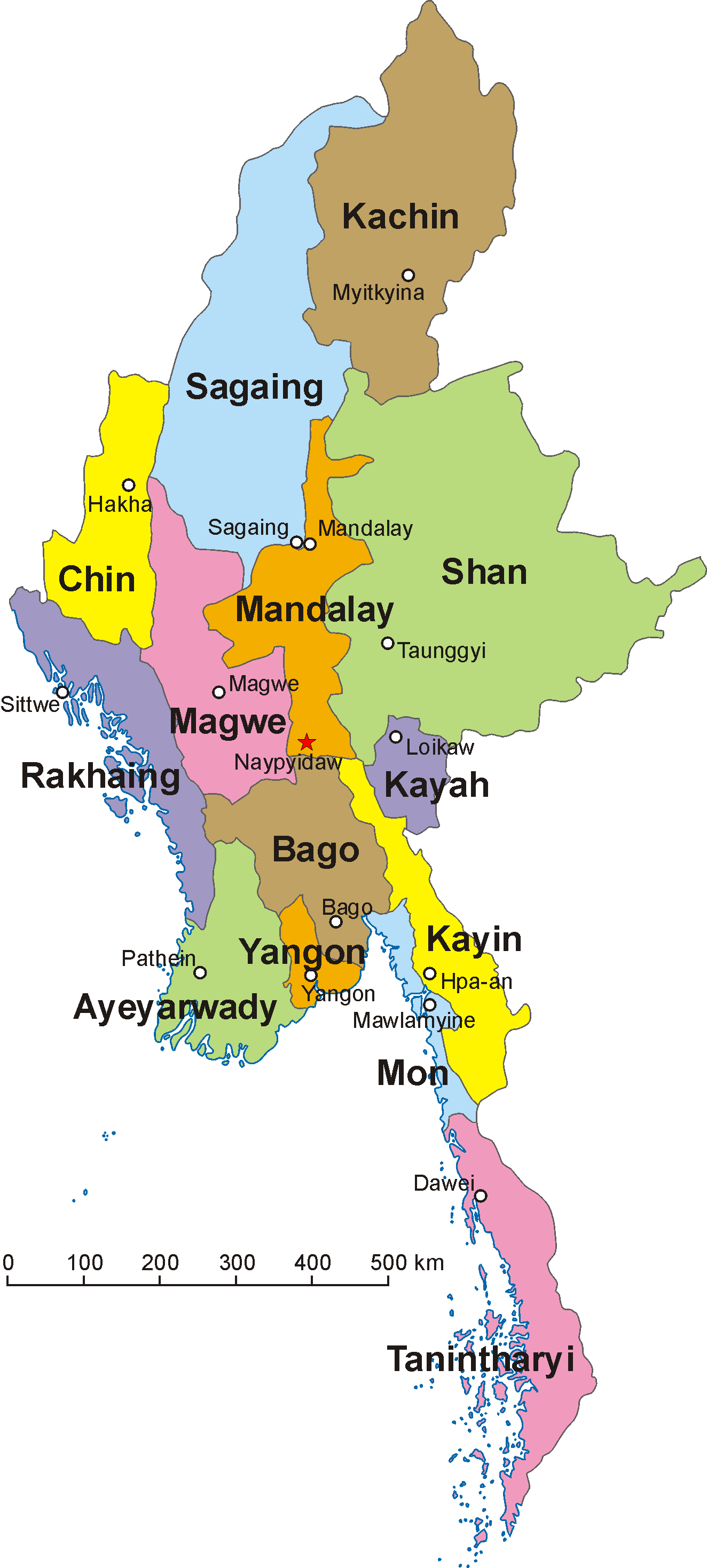
미얀마의 행정 구역

미얀마의 행정 구역은 크게 7개의 삐내(버마어: ပြည်နယ် 삐내)와 7개의 따잉데따찌(버마어: တိုင်းဒေသကြီး 따잉 데따 찌)로 나뉜다. 한국어로는 둘 다 ‘주’라고 번역하고 있어 여기서는 삐내는 ‘주’, 따잉데따찌는 개편 이전의 행정 구역인 따잉(버마어: တိုင်း 따잉)의 표기를 준용하여 ‘도’로 서술하기로 한다.
도의 이름은 에야워디도와 떠닝따이도를 제외하고는 도의 소재지의 이름이 도의 이름이 되었다. 또한 도와 주는 민족 간의 경계가 되어 도는 버마족이 다수를 이루는 반면, 주는 소수 민족이 다수를 이룬다.
양곤도는 인구가 가장 많고 인구 밀도도 가장 높으며 카야주는 인구가 가장 적다. 면적은 샨주가 제일 넓고 양곤도가 제일 좁다.
도와 주의 하위 행정 구역으로는 군(버마어: ခရိုင် 커야잉)이 있다.

## 구분
| 구분 | 1경역                  | 2경역    | 3경역    | 4경역      | 5경역   |
| ---- | ---------------------- | -------- | -------- | ---------- | ------- |
| 종류 | 연방주 (ပြည်တောင်စုနယ်မြေ)      | 군 (ခရိုင်) | 현 (မြို့နယ်) | 읍 (ရပ်ကွက်)  | –       |
| 종류 | 도 (တိုင်းဒေသကြီး) 주 (ပြည်နယ်)   | 군 (ခရိုင်) | 현 (မြို့နယ်) | 읍 (ရပ်ကွက်)  | –       |
| 종류 | 도 (တိုင်းဒေသကြီး) 주 (ပြည်နယ်)   | 군 (ခရိုင်) | 현 (မြို့နယ်) | 면 (ကျေးရွာအုပ်စု) | 리 (ကျေးရွာ) |
| 종류 | 자치도 (ကိုယ်ပိုင်အုပ်ချုပ်ခွင့်ရတိုင်း) | 군 (ခရိုင်) | 현 (မြို့နယ်) | 면 (ကျေးရွာအုပ်စု) | 리 (ကျေးရွာ) |
| 종류 | 자치부 (ကိုယ်ပိုင်အုပ်ချုပ်ခွင့်ရဒေသ) |          | 현 (မြို့နယ်) | 면 (ကျေးရွာအုပ်စု) | 리 (ကျေးရွာ) |

## 행정 구역
| 이름       | 버마어  | 소재지   | 기 | ISO   | 지방   | 인구      | 면적(km2) |
| ---------- | ------- | -------- | -- | ----- | ------ | --------- | --------- |
| 머궤도     | မကွေးတိုင်း    | 머궤     |    | MM-03 | 중부   | 4,464,000 | 44,819    |
| 만덜레도   | မန္တလေးတိုင်း  | 만덜레   |    | MM-04 | 중부   | 7,627,000 | 37,021.29 |
| 버고도     | ပဲခူးတိုင်း    | 버고     |    | MM-02 | 저지   | 5,099,000 | 39,404    |
| 저가잉도   | စစ်ကိုင်းတိုင်း်  | 저가잉   |    | MM-01 | 북부   | 5,300,000 | 93,527    |
| 얀군도     | ရန်ကုန်တိုင်း်  | 얀군     |    | MM-06 | 저지   | 5,560,000 | 10,170    |
| 에야워디도 | ဧရာဝတီတိုင်း  | 뻐떼인   |    | MM-07 | 저지   | 6,663,000 | 35,138    |
| 떠닝따이도 | တနင်္သာရီတိုင်း | 더왜     |    | MM-05 | 남부   | 1,356,000 | 43,328    |
| 여카잉주   | ရခိုင်ပြည်နယ် | 시뛔     |    | MM-16 | 서부   | 2,744,000 | 36,780    |
| 몬주       | မွန်ပြည်နယ်  | 몰러먀잉 |    | MM-15 | 남부   | 2,466,000 | 12,155    |
| 샨주       | ရှမ်းပြည်နယ်  | 따웅지   |    | MM-17 | 동부   | 4,851,000 | 155,801   |
| 친주       | ချင်းပြည်နယ်  | 하카     |    | MM-14 | 서부   | 480,000   | 36,019    |
| 꺼야주     | ကယားပြည်နယ်  | 롸잉꼬   |    | MM-12 | 남동부 | 259,000   | 11,670    |
| 꺼인주     | ကရင်ပြည်နယ် | 퍼암     |    | MM-13 | 남부   | 1,431,377 | 30,383    |
| 꺼친주     | ကချင်ပြည်နယ် | 미찌나   |    | MM-11 | 북부   | 1,270,000 | 89,041    |

## 역사

### 영국 식민 통치기
1900년에 미얀마는 영국령 인도의 주가 되었고 2개의 하위 행정 구역으로 나뉘었다. 저지 버마의 수도는 란군(양곤)이었고 다시 여카잉, 이라워디, 버고, 떠닝따이의 4개로 분할되었다. 고지 버마의 수도는 만덜레였고 다시 메이틸라, 민부, 저가잉, 북연방 샨주, 남연방 샨주, 와로 총 6개로 분할되었다.
1922년 10월 10일에 꺼인니주의 Bawlake, Kantarawaddy, Kyebogyi는 연방 샨주의 일부가 되었다. 1940년에 민부도는 머궤도로 개칭되었고 메이틸라도는 만덜레도의 일부가 되었다.

### 독립 후
독립 후인 1948년 1월 4일에 여카잉도부터 친 구릉 지역이 분리되어 친주가 되었고 만덜레도의 미찌나군과 버모 군이 쪼개져 꺼친주를 형성했다. 또한 떠닝따이도의 일부로부터 꺼인주가 설치되었다. 연방 샨주로부터 꺼인니주가 분리되었고 연방 샨주와 와주가 합병해 샨주가 되었다.
1952년에 꺼인니주는 꺼야주로 개칭되었다. 1964년에 버고도로부터 랑군도가 분리되었고 소재지는 버고로 이전되었다. 또한 꺼인 주는 꼬뚤레주로 개칭되었다.
1974년 네 윈이 정권을 잡은 후에 친도는 주가 되었고 주도는 펄람에서 하카로 이전되었다. 꼬뚤레주는 다시 꺼야주가 되었고 떠닝따이도로부터 몬주가 분리되었다. 몬주의 주도는 몰러먀잉, 떠닝따이도의 소재지는 더왜가 되었다. 또한 여카잉도가 주가 되었다.
1989년 군부 쿠데타 후에 버마의 많은 도의 이름이 버마어의 발음을 반영해 바뀌었다.

## 같이 보기
- ISO 3166-2:MM